# AEK Kouklia
El Athlitiki Enosi Kouklia (en español: Asociación Deportiva Kouklion), fue un equipo de fútbol de Chipre. Fundado el 20 de octubre de 1968, se disolvió el 9 de junio de 2014 para fusionarse con el AEP Paphos FC, a fin de formar un nuevo equipo, el Pafos FC.

## Historia
Fue fundado el 20 de octubre de 1968 en la ciudad de Kouklia, en el distrito de Pafos, teniendo como principal logró ascender a la Primera División de Chipre por primera vez en la temporada 2012/13.

## Palmarés
- Tercera División de Chipre: 1

2011/12